# Prix Sigmund-Freud de psychothérapie
Pour les articles homonymes, voir Prix Sigmund Freud.
Le prix Sigmund-Freud de psychothérapie est une distinction internationale en psychothérapie du nom du célèbre Sigmund Freud décerné par l'Association Mondiale de Psychothérapie (Weltverband für Psychotherapie) et la ville de Vienne. Il est doté de 25 000 euros. 
À sa création, lors du deuxième Congrès mondial de psychothérapie, à Vienne, en 1999, ce prix a suscité la controverse parce que de nombreuses approches psychothérapeutiques récusent tout lien avec le fondateur de l'approche psychanalytique, mais aussi parce que certaines sociétés psychanalytiques dont la Société Sigmund Freud de Vienne, n'ont pas été associées à sa mise en place.
Ce prix est décerné à des chercheurs en reconnaissance de l’ensemble de leurs travaux et publications ainsi que pour leurs mérites exceptionnels dans le développement de la psychothérapie à travers le monde.

## Récipiendaires
- 1999 : Paul Parin
- 1999 : Daniel Stern
- 1999 : Ntomchukwu Madu   Nigeria
- 2002 : Jalil Bennani
- 2002 : Horst Kächele (de)
- 2002 : Helmut Thomä (de)
- 2002 : Francine Shapiro
- 2002 : Hector Fernandez-Alvarez
- 2003 : Vamık Volkan (en)
- 2005 : Roberto Opazo Castro (de)
- 2006 : Peter Fonagy (en)
- 2008 : Deutsch-Chinesische Akademie für Psychotherapie e. V., Deutschland
- 2009 : Irvin Yalom, USA
- 2011 : Helen Milroy, Aunty Lorraine Peeters, Kamilaroi Elder, Ruper Peters, Ginger Toby, tous australiens
- 2012 : Otto F. Kernberg, USA
- 2015 : David Orlinsky, USA[1]